# Toepolev Tu-14
De Toepolev Tu-14 (Russisch: Туполев Tу-14) (NAVO-codenaam: Bosun) was een tweemotorig vliegtuig dat werd gebruikt door de Sovjet-Unie.

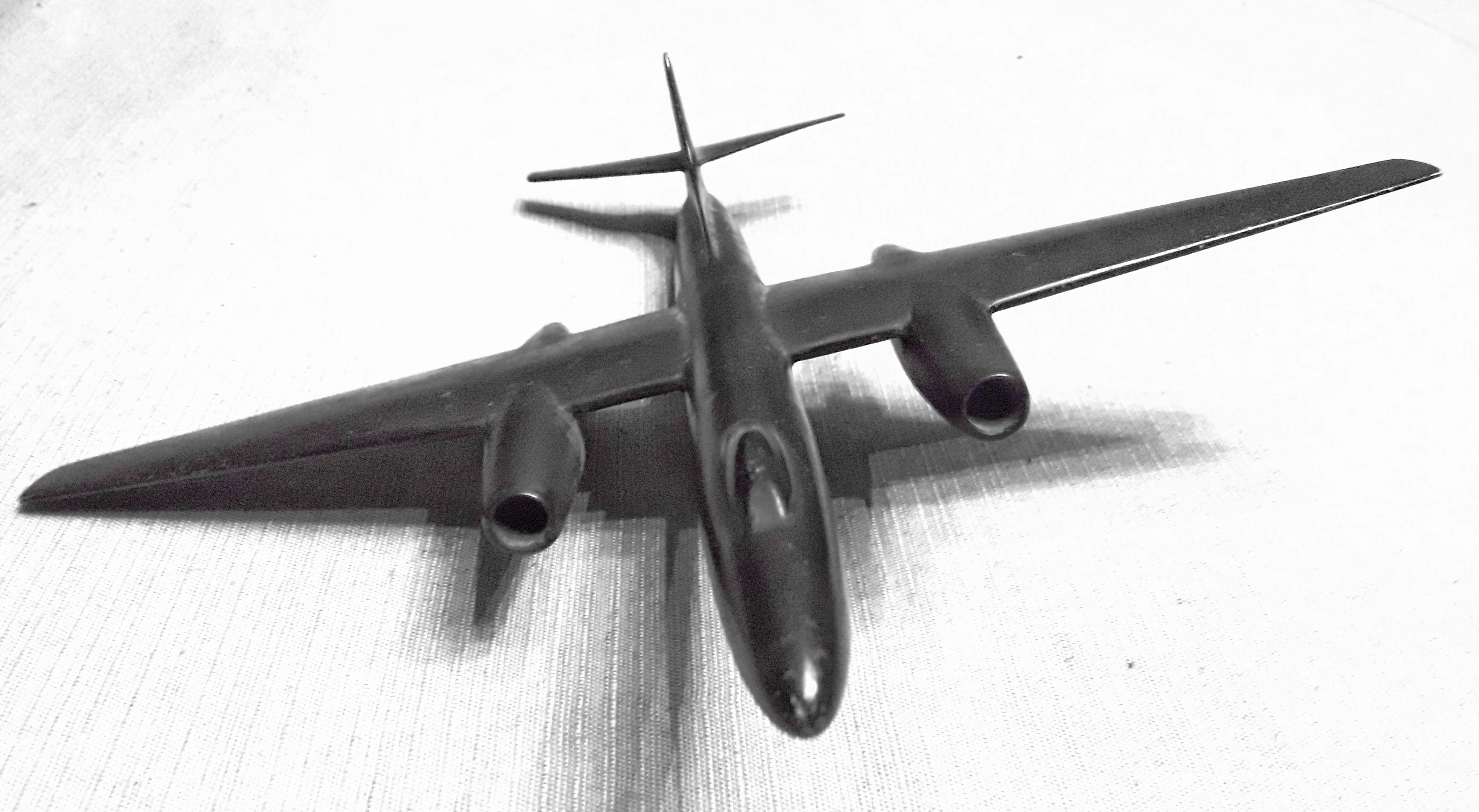
NATO identification model Tu-14

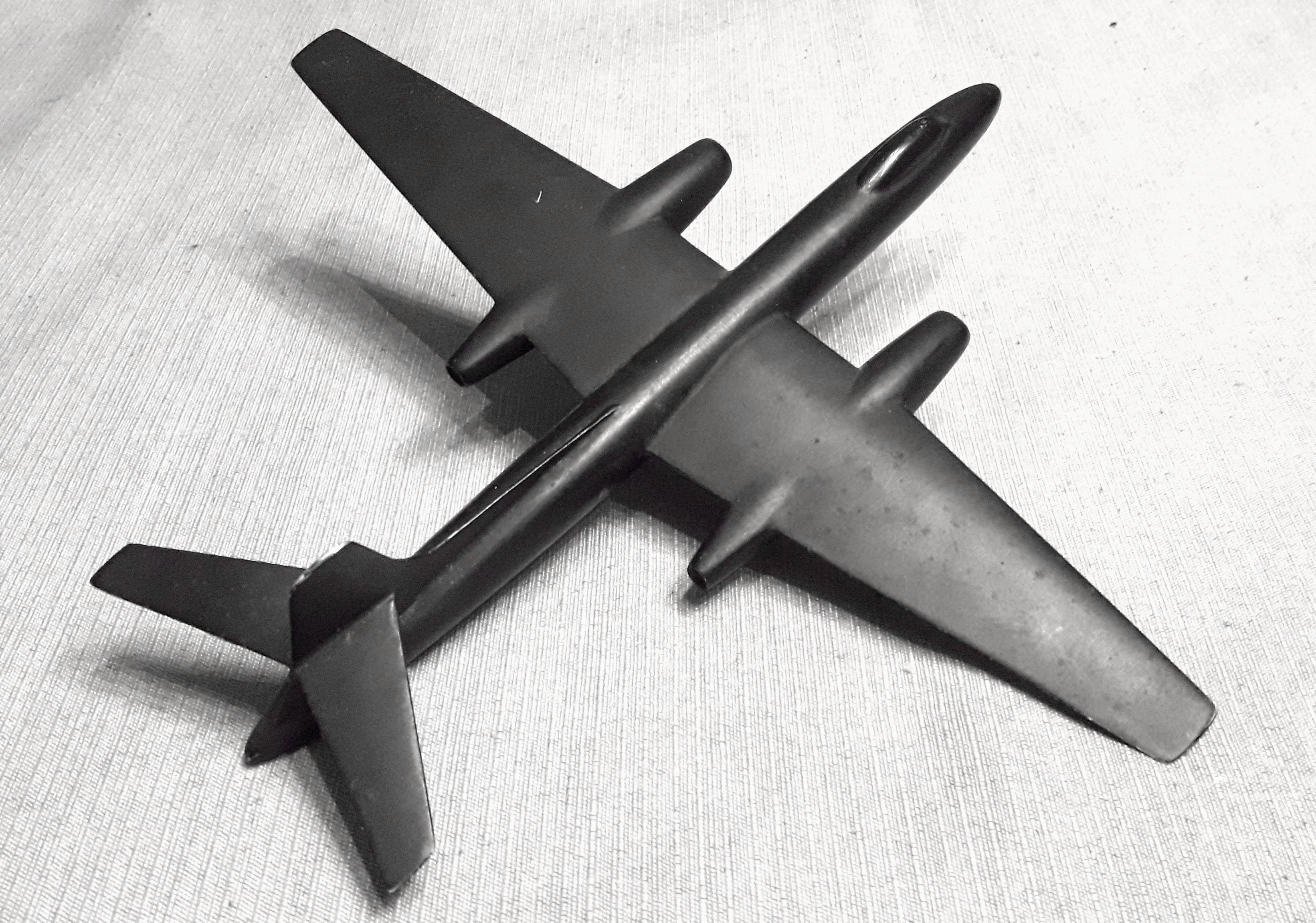
NATO identification model Tu-14

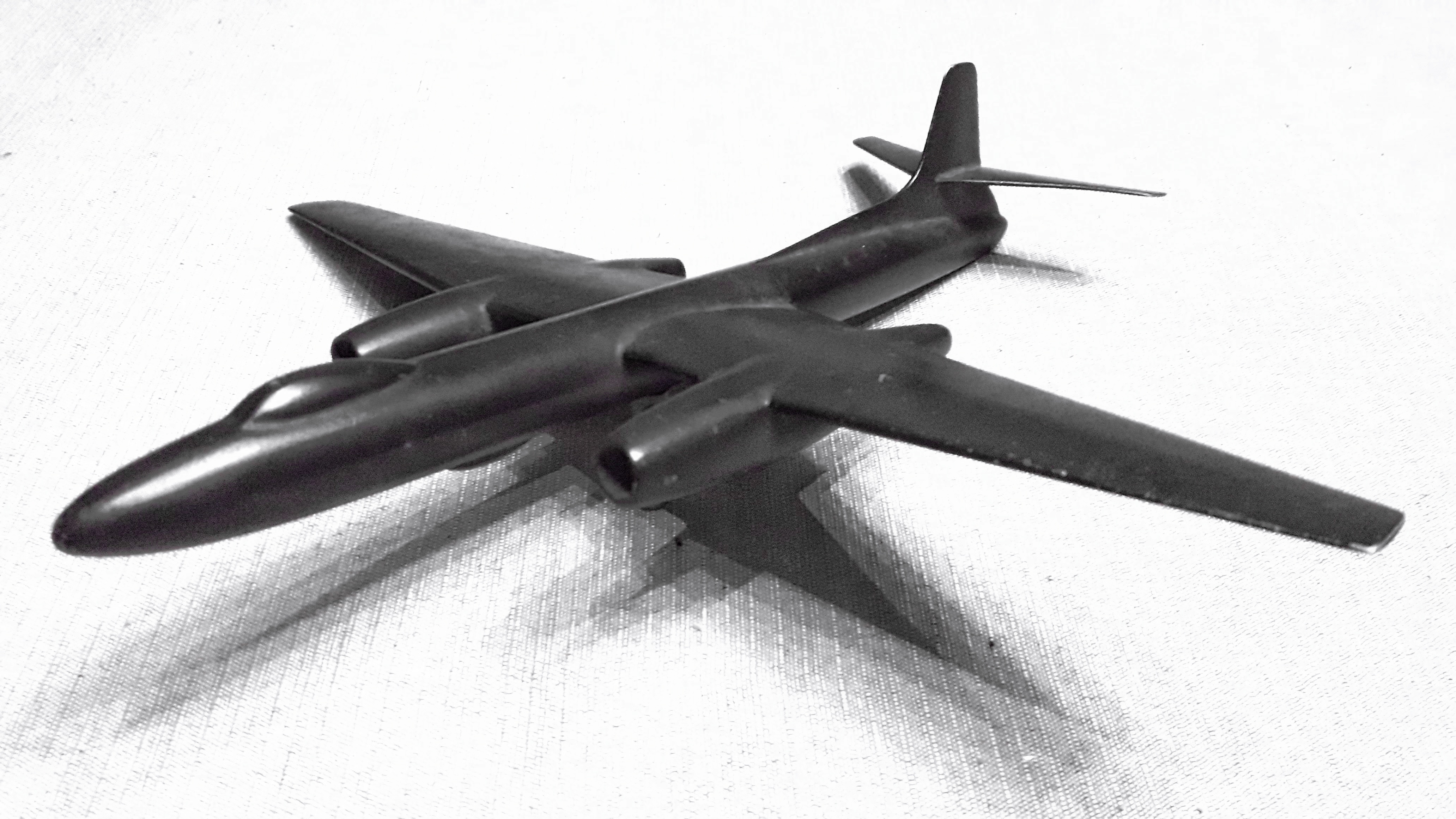
NATO identification model Tu-14

## Geschiedenis
Het ontwikkelen van het vliegtuig, onder de bureauregistratie Tu-81, begon in 1947. Uiteindelijk verkoos de luchtmacht een concurrerend toestel, de Iljoesjin Il-28 'Beagle', boven de Toepolev. De marineluchtvaartdienst van de Sovjet-Unie (AV-MF) keurde het toestel wel goed. Het vliegtuig werd geproduceerd als Tu-14 (lichte bommenwerper), Tu-14T (torpedobommenwerper) en Tu-14R (verkenningsvliegtuig). Het toestel kwam in 1949 in dienst. Er zijn er ongeveer 200 van gebouwd.
Bommenwerpers: TB-1 · TB-3 · Tu-2 · Tu-4 · Tu-14 · Tu-16 · Tu-20 · Tu-22 · Tu-22M · Tu-26 · Tu-95 · Tu-126 · Tu-160

Gevechtsvliegtuigen: R-6 · Tu-28 · Tu-128  —  Verkenningsvliegtuigen: Tu-95 · Tu-142

Verkeersvliegtuigen: Tu-104 · Tu-114 · Tu-124 · Tu-134 · Tu-144 · Tu-154 · Tu-204 · Tu-214 · Tu-244 · Tu-334 · Tu-444

Overig/Experimenteel: ANT-1 · ANT-2 · ANT-4 · ANT-7 · ANT-16 · ANT-20 · ANT-58 · ANT-103 · Tu-70 · Tu-72 · Tu-75 · Tu-80 · Tu-85 · Tu-91 · Tu-96 · Tu-98 · Tu-102 · Tu-105 · Tu-107 · Tu-110 · Tu-116 · Tu-119 · Tu-125 · Tu-155 · Tu-156 · Tu-206 · Tu-216